# Comuna Boleslavciîk, Pervomaisk
Boleslavciîk (în ucraineană Болеславчик) este o comună în raionul Pervomaisk, regiunea Mîkolaiiv, Ucraina, formată din satele Boleslavciîk (reședința) și Stanislavciîk.

## Demografie
Componența lingvistică a comunei Boleslavciîk
     Ucraineană (92,13%)
     Rusă (5,7%)
     Română (1,12%)
     Alte limbi (0,08%)
Conform recensământului din 2001, majoritatea populației comunei Boleslavciîk era vorbitoare de ucraineană (92,13%), existând în minoritate și vorbitori de rusă (5,7%) și română (1,12%).